# Belgrandiella austriana
Belgrandiella austriana é uma espécie de gastrópode  da família Hydrobiidae.
É endémica de Austria.